# Aaron Harrison
Aaron Malik Harrison (ur. 28 października 1994 w San Antonio) – amerykański koszykarz, występujący na pozycji rzucającego obrońcy, obecnie zawodnik Türk Telekom.
Wystąpił w czterech meczach gwiazd amerykańskich szkół średnich – All-American Championship (2012), McDonald’s All-American (2013), Nike Hoop Summit (2013), Jordan Classic (2013). W 2013 został uznany najlepszych zawodnikiem szkół średnich stanu Teksas (Texas Mr. Basketball) oraz zaliczony do I składu Parade All-American i USA Today All-USA.
3 stycznia 2017 został zwolniony przez klub Charlotte Hornets. 15 stycznia 2017 został zawodnikiem Greensboro Swarm.
22 marca 2018 podpisał 10-dniową umowę z Dallas Mavericks.
8 sierpnia 2018 został zawodnikiem tureckiego Galatasaray. 16 lipca 2021 dołączył do Türk Telekom Ankara.

## Osiągnięcia
Stan na 20 lipca 2021, na podstawie, o ile nie zaznaczono inaczej.
NCAA
- Wicemistrz NCAA (2014)[6]
- Uczestnik rozgrywek NCAA Final Four (2014, 2015)
- Mistrz:
  - turnieju konferencji Southeastern (SEC – 2015)
  - sezonu zasadniczego SEC (2015
- Zaliczony do:
  - I składu turnieju:
    - SEC (2014, 2015)
    - NCAA Midwest Regional (2014)[7]

  - II składu All-SEC (2015)

Indywidualne
- Zaliczony do II składu turnieju NBA D-League Showcase (2018)
- Uczestnik:
  - meczu gwiazd:
    - G-League (2018)
    - ligi tureckiej (2020)[8]

  - konkursu rzutów za 3 punkty ligi tureckiej (2019)[9]

Reprezentacja
- Uczestnik kwalifikacji do mistrzostw świata (2017)